# Neuaufnahmen in das UNESCO-Kultur- und -Naturerbe 2018
Im Jahr 2018 fanden die im Folgenden in chronologischer Reihenfolge aufgeführten Neuaufnahmen in das UNESCO-Kultur- und -Naturerbe statt. Zusätzlich zu den Neuaufnahmen sind auch Änderungen und Streichungen aufgeführt.

## Welterbestätten

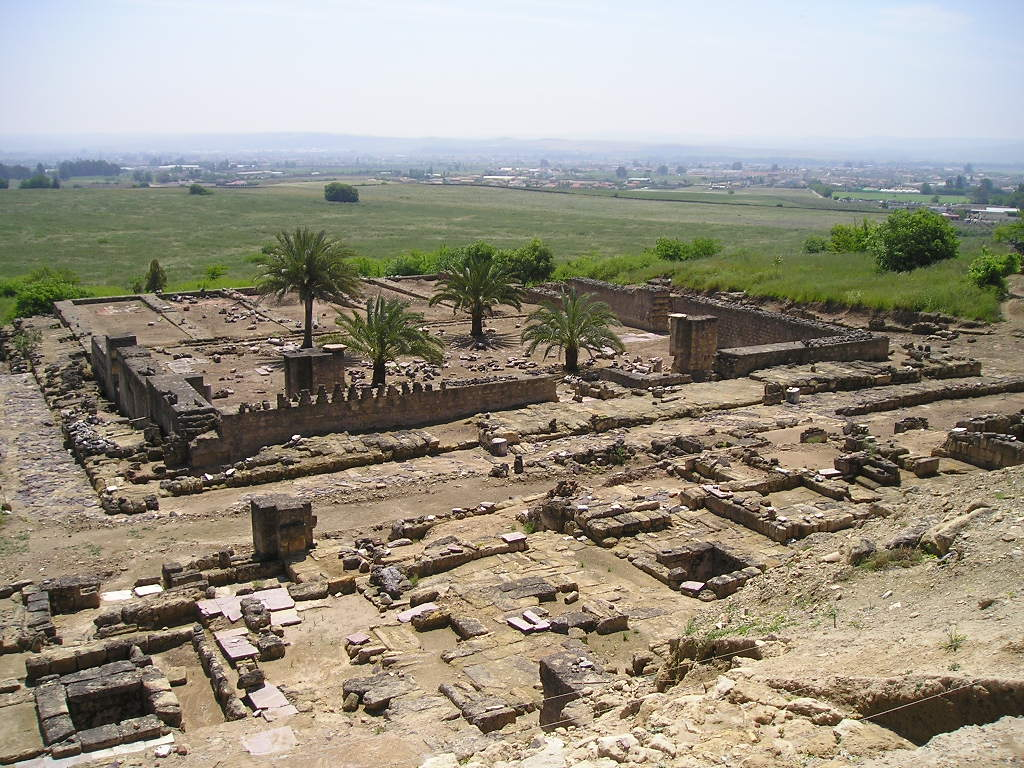
Hauptmoschee von Madīnat az-zahrāʾ

### Welterbeliste
Für die 42. Sitzung des Welterbekomitees vom 24. Juni bis zum 4. Juli 2018 in Manama in Bahrain waren 29 Stätten zur Aufnahme in das UNESCO-Welterbe nominiert, darunter 22 Kulturstätten, fünf Naturstätten und drei gemischte Stätten. Außerdem war eine Stätte für signifikante Änderungen ihrer Grenzen nominiert, eine weitere wurde zur Streichung aus der Welterbeliste vorgeschlagen. Während der Sitzung wurden 19 Stätten neu in die Welterbeliste aufgenommen, darunter dreizehn Kulturerbestätten (K), drei Naturerbestätten (N) und drei gemischte Stätten (K/N).
Folgende Stätten wurden neu in die Welterbeliste aufgenommen:
| Vertragsstaat(en)   | Bezeichnung                                                              | Typ | Ref. | Anmerkungen |
| ------------------- | ------------------------------------------------------------------------ | --- | ---- | --- |
| Volksrepublik China | Fanjingshan (Lage)                                                       | N   | 1559 | |
| Dänemark            | Aasivissuit – Nipisat. Jagdgründe der Inuit zwischen Eis und Meer (Lage) | K   | 1557 | Kulturlandschaft der Paleo-Inuit- und Inuit-Kulturen im zentralen Westgrönland |
| Deutschland         | Archäologischer Grenzkomplex Haithabu und Danewerk (Lage)                | K   | 1553 | bedeutende Siedlung dänischer Wikinger und Befestigungswall im nördlichen Schleswig-Holstein                                                                                           |
| Deutschland         | Naumburger Dom (Lage)                                                    | K   | 1470 | einer der bedeutendsten Kathedralbauten des Hochmittelalters, errichtet zwischen 1213 und etwa 1250                                                                                    |
| Frankreich          | Chaîne des Puys - Tektonikarena der Limagne-Verwerfung (Lage)            | N   | 1434 | |
| Indien              | Viktorianisch-gotische und Art-Déco-Ensembles in Mumbai (Lage)           | K   | 1480 | neugotisches Gebäudeensemble im Viktorianischen Stil, westlich davon liegende Gebäude im Art-Déco-Stil.                                                                                |
| Iran                | Archäologische Landschaft der Sassaniden in der Region Fars (Lage)       | K   | 1568 | Überreste von Befestigungsanlagen, Palästen, Felsenreliefs und Städten aus der Zeit des Sassanidenreiches                                                                              |
| Italien             | Ivrea, Industriestadt des 20. Jahrhunderts (Lage)                        | K   | 1538 | |
| Japan               | Verborgene christliche Stätten in der Region Nagasaki (Lage)             | K   | 1495 | |
| Kanada              | Pimachiowin Aki (Lage)                                                   | K/N | 1415 | |
| Kenia               | Archäologische Stätte Thimlich Ohinga (Lage)                             | K   | 1450 | |
| Kolumbien           | Nationalpark Chiribiquete – „Das Haus des Jaguars“ (Lage)                | K/N | 1174 | |
| Mexiko              | Tehuacán-Cuicatlán-Tal: Ursprünglicher Lebensraum Mesoamerikas (Lage)    | K/N | 1534 | |
| Oman                | Antike Stadt Qalhat (Lage)                                               | K   | 1537 | |
| Saudi-Arabien       | Oase al-Ahsa (Lage)                                                      | K   | 1563 | |
| Spanien             | Kalifatsstadt Madīnat az-zahrāʾ (Lage)                                   | K   | 1560 | |
| Südafrika           | Barberton-Makhonjwa-Berge (Lage)                                         | N   | 1575 | eine der ältesten geologischen Strukturen der Erde mit besonders gut erhaltenen Spuren von Meteoriteneinschlägen aus der Zeit kurz nach dem Ende des so genannten Großen Bombardements |
| Südkorea            | Sansa, buddhistische Bergklöster in Korea (Lage)                         | K   | 1562 | |
| Türkei              | Göbekli Tepe (Lage)                                                      | K   | 1572 | |

Bei folgender Welterbestätte wurde eine signifikante Änderung ihrer Grenzen beschlossen:
| Vertragsstaat(en) | Bezeichnung    | Typ | Ref. | Anmerkungen |
| ----------------- | -------------- | --- | ---- | --- |
| Russland          | Bikin-Flusstal | N   | 766  | die 2001 in das Welterbe aufgenommene Naturerbestätte wurde um Gebiete im Flusstal des Bikin erweitert und umbenannt, ihre Fläche wurde dadurch nahezu vervierfacht. |

Folgende vorgeschlagene Streichung aus der Welterbeliste wurde abgelehnt:
- Historisches Zentrum von Shahrisabz (K, Usbekistan)

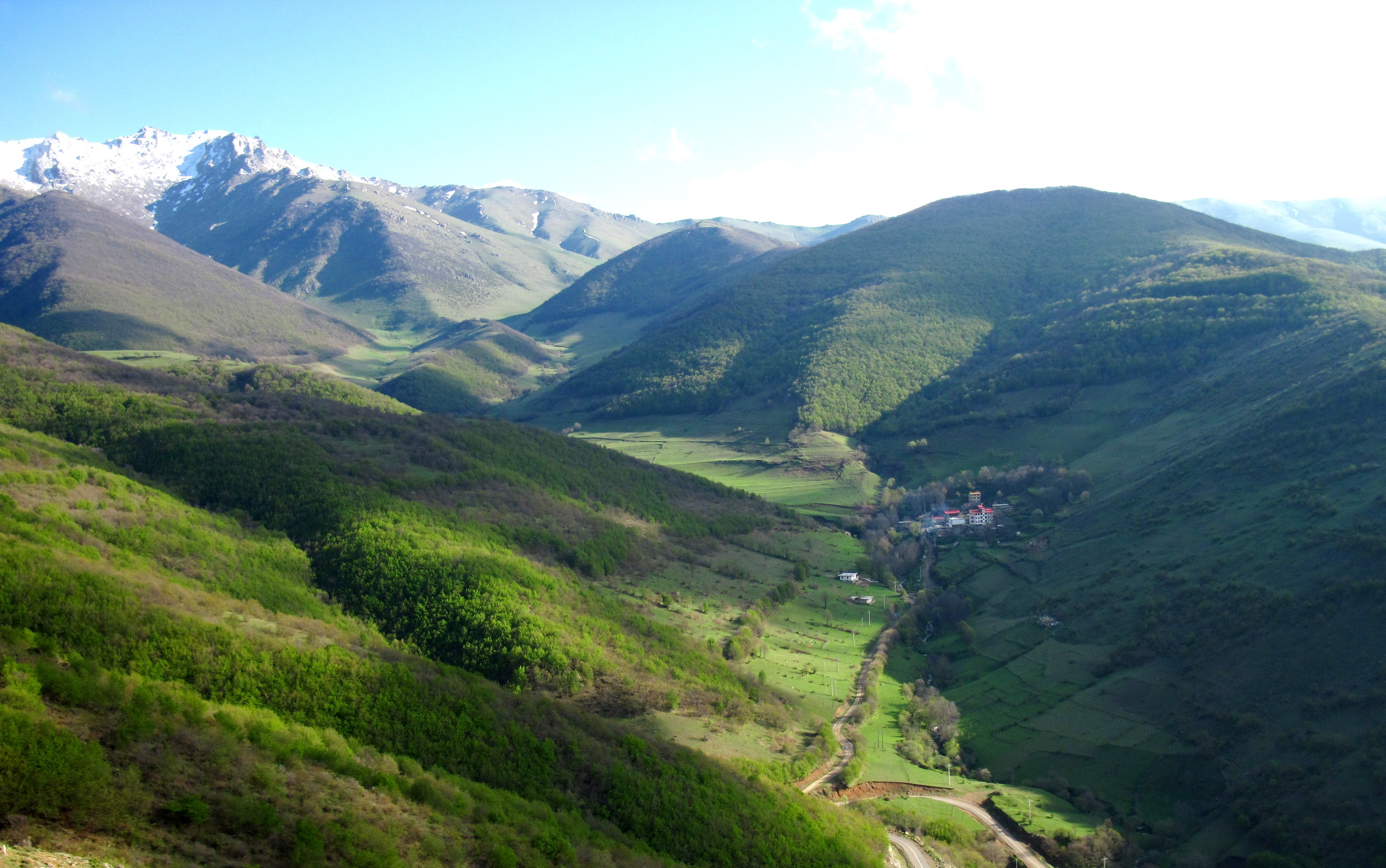
Arasbaran

Folgende Nominierungen wurden nicht in die Welterbeliste aufgenommen:
- Grab- und Gedenkstätten des Ersten Weltkrieges (Westfront) (K, Belgien und Frankreich), Entscheidung vertagt
- Koloniën van Weldadigheid (K, Belgien und Niederlande), Referal
- Monumente und Stätten des antiken Zayton in Quanzhou (K, China), Referal
- Historisches urbanes Ensemble von Nîmes (K, Frankreich), Deferal

- Arasbaran-Schutzgebiet (N, Iran), Deferal
- Prosecco-Hügel von Conegliano und Valdobbiadene (K, Italien), Referal
- Bergbau-Kulturlandschaft Roșia Montană (K, Rumänien), Referal
- Žatec – die Hopfenstadt (K, Tschechien), Referal

Folgende Nominierungen waren schon vor der Sitzung zurückgezogen worden:
- Zeitalter des Handels: Altstadt von Jakarta (Batavia) und die vier vorgelagerten Inseln Onrust, Kelor, Cipir und Bidadari (K, Indonesien)
- Amami-Ōshima, Tokunoshima, der nördliche Teil von Okinawa Hontō und die Iriomote-Insel (N, Japan)
- Khor Dubai, ein traditioneller Handelshafen (K, Vereinigte Arabische Emirate)

### Rote Liste
Zur Aufnahme in die Liste des gefährdeten Welterbes („Rote Liste“) waren 3 Stätten vorgeschlagen, zur Streichung eine. Nur eine der vorgeschlagenen Stätten wurde dann tatsächlich auf die „Rote Liste“ gesetzt, die Streichung erfolgte wie vorgeschlagen.
Aus der Liste gestrichen wurde:
- Belize Barrier Reef

In die Liste aufgenommen wurde:

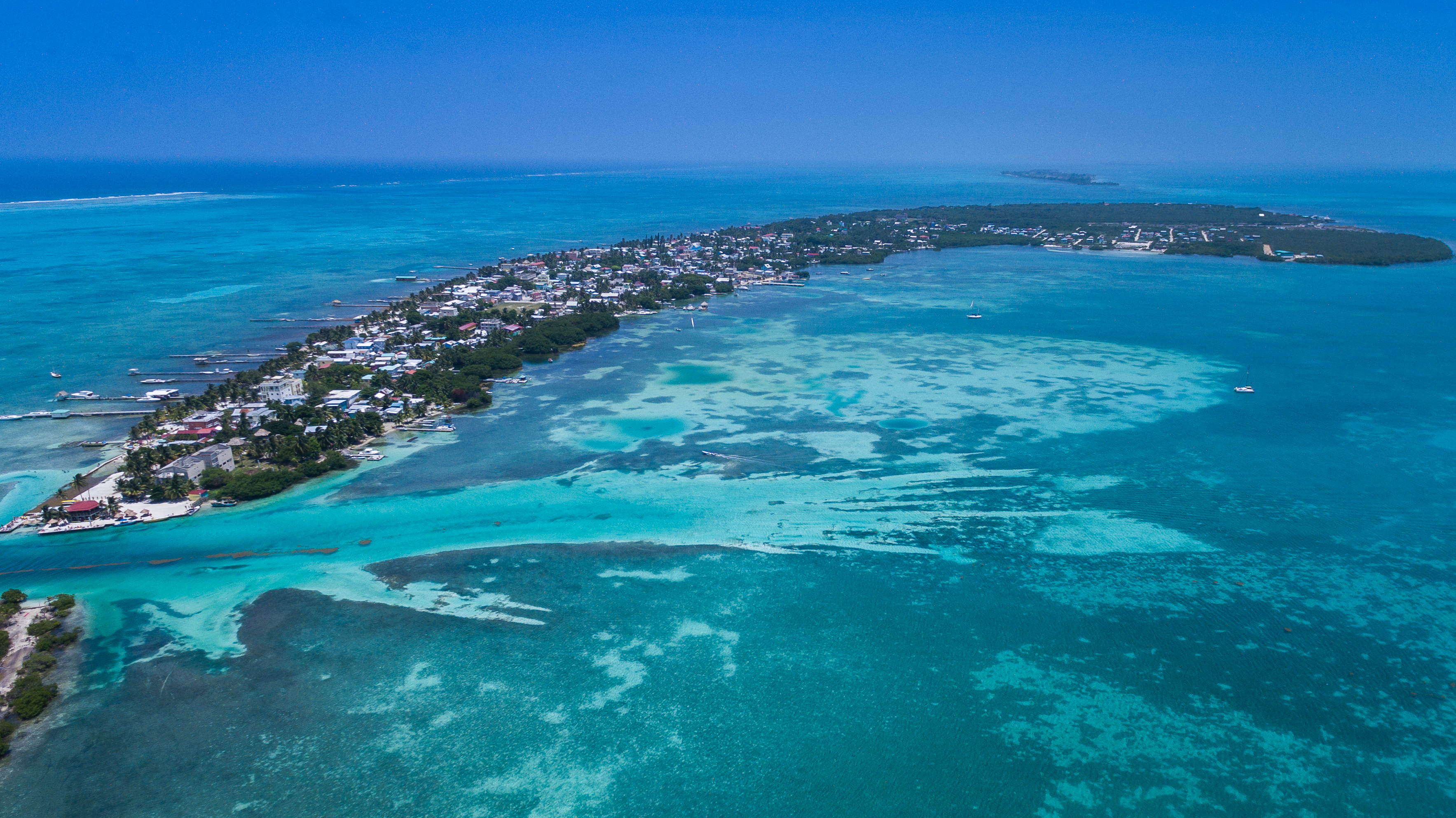
Belize Barrier Reef

- Nationalparks am Turkana-See, gefährdet durch einen Staudamm.[5]

Nicht in die Liste aufgenommen wurden:
- Kathmandutal (Nepal)
- Festung und Shalimar-Gärten in Lahore (Pakistan)

## Biosphärenreservate
Am 25. Juli 2018 hat der Internationale Rat des UNESCO-Programms „Der Mensch und die Biosphäre“ (MAB) 24 neue Biosphärenreservate anerkannt, 2 bestehende Reservate wurden erweitert. 7 UNESCO-Biosphärenreservate sind aus dem Weltnetz ausgeschieden.
Neu als Biosphärenreservat anerkannt wurden:
- Arly (Burkina Faso)
- Huangshan-Berg (China)
- Chocó Andino de Pichincha (Ecuador)
- Kangchendzönga (Indien)
- Berbak-Sembilang (Indonesien)
- Betung Kerihun Danau Sentarum Kapuas Hulu (Indonesien)
- Rinjani-Lombok (Indonesien)
- Kopet-Dag (Iran)
- Monte Peglia (Italien)
- Valle Camonica – Alto Sebino (Italien)
- Scharyn (Kasachstan)
- Zhongar (Kasachstan)
- Tsimanampesotse – Nosy Ve Androka (Madagaskar)
- Unterer Pruth (Moldawien)
- Quirimbas (Mosambik)
- Maasheggen (Niederlande)
- Kumgang-Berg (Nordkorea)
- Uralgebirge (Russland)
- Mur (Slowenien)
- Ponga (Spanien)
- Marico (Südafrika)
- Suncheon (Südkorea)
- Gombe Masito Ugalla (Tansania)
- Wadi Wurayah (Vereinigte Arabische Emirate)

Erweiterungen und Namensänderungen:
- Thüringer Wald, erweitert (Deutschland)
- Ticino, Val Grande Verbano, erweitert und umbenannt (Italien)

Aus dem Weltnetz ausgeschieden:
- Barkindji (Australien)
- Hattah-Kulkyne & Murray-Kulkyne (Australien)
- Prince Regent (Australien)
- Wilson’s Promontory (Australien)
- Yathong (Australien)
- Wattenmeer (Niederlande)
- San Dimas (Vereinigte Staaten)

## Global Geoparks

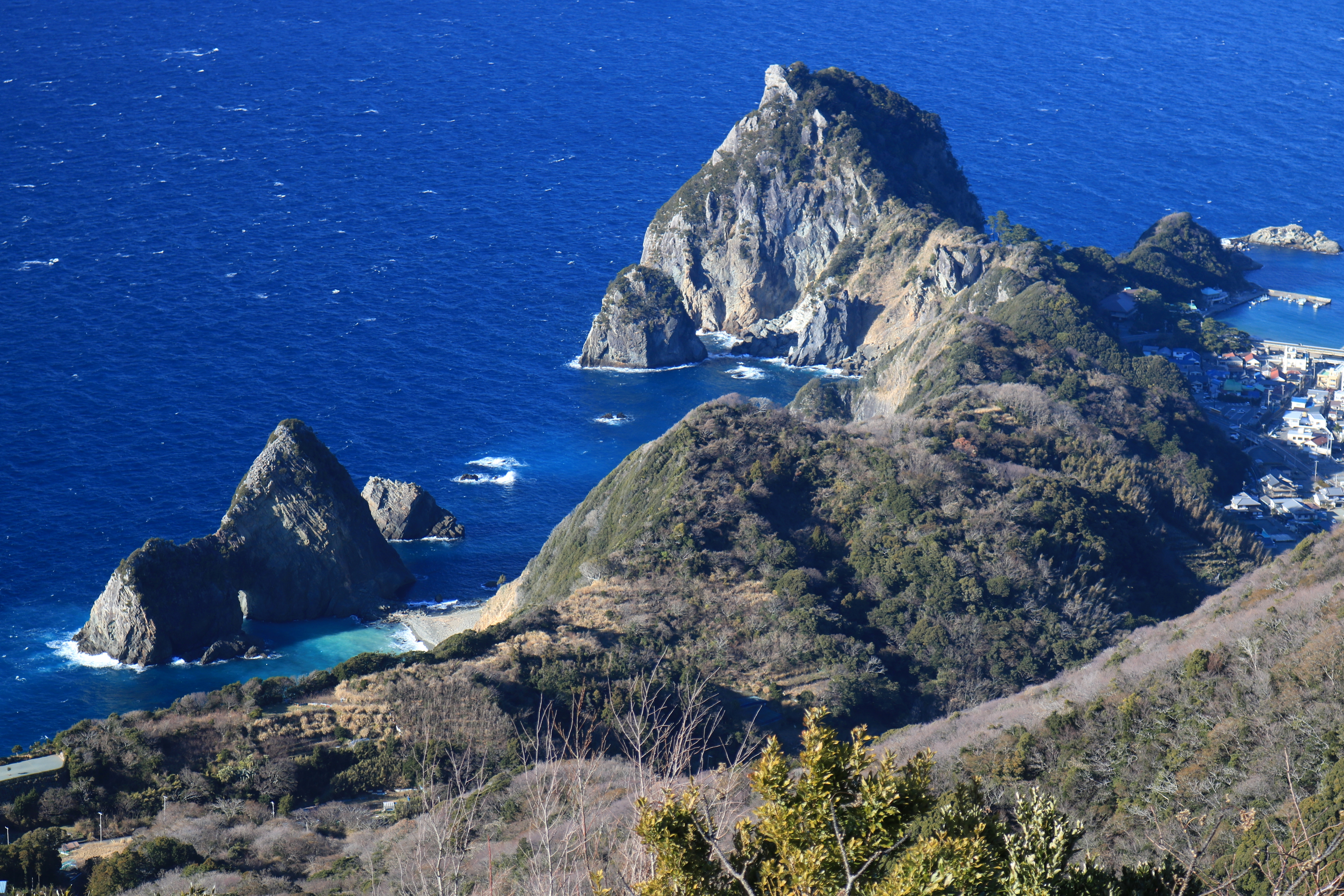
Küste der Izu-Halbinsel

Am 17. April 2018  hat der UNESCO-Exekutivrat 13 geologische Stätten, die der UNESCO Global Geoparks Council auf seiner zweiten Sitzung im September 2017 ausgewählt hatte, zu UNESCO Global Geoparks ernannt und damit in das Global Geoparks Network aufgenommen.
Neu ernannt wurden:
- Beaujolais (Frankreich)
- Cao Bang (Vietnam)
- Ciletuh – Palabuhanratu (Indonesien)
- Conca de Tremp-Montsec (Spanien)
- Famenne – Ardenne (Belgien)
- Guangwushan-Nuoshuihe (China)
- Huanggang Dabieshan (China)
- Izu-Halbinsel (Japan)
- Mudeungsan Area (Südkorea)
- Ngorongoro Lengai (Tansania)
- Percé (Kanada)
- Rinjani-Lombok (Indonesien)
- Satun (Thailand)